# Waza-ari
Waza-ari (japanski: 技あり) drugi je najveći rezultat koji borac može postići u natjecanju u japanskim borilačkim vještinama u kojima se boduje pomoću ippona ili waza-arija, obično judo, karate, kendo ili džiju-džicu.

## Judo
Waza-ari je drugi najveći rezultat koji borac može postići u judu, a drugi su prethodno bili yuko (prednost) i koka. Ippon je najveći rezultat koji, kada se jednom dodijeli, završava meč u korist sportaša koji ga je postigao. Sudac podiže ruku bočno paralelno s tlom kako bi dosudio waza-ari. Njegova je vrijednost veća od bilo kojeg drugog zbroja ili kombinacije nižih rezultata. 
U judu se waza-ari dodjeljuje nakon akcije u kojoj se protivnik baca s kontrolom i preciznošću, ali ne u mjeri ippona, ili se drži na leđima između 15 i 20 sekundi na tatamiju. Za postizanje ippona potrebna su četiri elementa: doskok protivnika judo tehnikom na tatami ravno na leđa, uz snagu, brzinu i kontrolu. Ako jedan od četiri elementa nije izražen ili je izražen loše, sudac ipak može dodijeliti waza-ari
U judu se dodijeljuju i kazne, prije nazivan keikoku. Kazna se može dodijeliti za prekršaje kao što su neborbenost, nepravilno držanje, lažni napadi, itd. U judu se kazne uvijek dodjeljuju na progresivan način, npr. prvi prekršaj – prva kazna (shido), drugi prekršaj – druga kazna (chiui), treći prekršaj – treća kazna (keikoku), četvrti prekršaj – diskvalifikacija (hansoku make; vidi ippon). 
Osim za 2017., waza-ari je jedini kumulativni rezultat u judu, tako da ako sportaš postigne dva waza-arija tijekom borbe, svaki se računa za pola ippona, čime se sportašu daje pobjeda. Da bi to signalizirao, sudac podiže ruku bočno paralelno s tlom kako bi dodijelio drugi waza-ari, a zatim nastavlja dizati ruku okomito kao da označava ippon, govoreći "Waza-ari, awasete ippon", prije završetka meča ("Sore made"). Otprilike godinu dana, s nekim novim pravilima uvedenim 2017., waza-ari se više nije akumulirao prema ipponu, međutim, ako ippon nije postignut, waza-ari je određivao pobjednika. Zatim je 2018. ponovno uspostavljeno pravilo da se dva waza-arija kombiniraju kako bi napravili ippon. Više se ne dodjeljuju rezultati niži od waza-arija.